# Mistrovství světa v rallye 2011
Mistrovství světa v rallye 2011 je název šampionátu z roku 2011. Zvítězil v něm Sebastien Loeb s vozem Citroën DS3 WRC. Titul mezi týmy vyhrál Citroën Sport.

## Jezdci a týmy
| Bodující týmy                         | Bodující týmy | Bodující týmy                | Bodující týmy | Bodující týmy | Bodující týmy            | Bodující týmy       | Bodující týmy      |
| Tým                                   | Konstruktér   | Vůz                          | Pneu          | Č.            | Jezdec                   | Navigátor           | Podniky            |
| ------------------------------------- | ------------- | ---------------------------- | ------------- | ------------- | ------------------------ | ------------------- | ------------------ |
| Citroën Total World Rally Team        | Citroën       | Citroën DS3 WRC              | M             | 1             | Sébastien Loeb           | Daniel Elena        | Vše                |
| Citroën Total World Rally Team        | Citroën       | Citroën DS3 WRC              | M             | 2             | Sébastien Ogier          | Julien Ingrassia    | Vše                |
| Ford Abu Dhabi World Rally Team       | Ford          | Ford Fiesta RS WRC           | M             | 3             | Mikko Hirvonen           | Jarmo Lehtinen      | Vše                |
| Ford Abu Dhabi World Rally Team       | Ford          | Ford Fiesta RS WRC           | M             | 4             | Jari-Matti Latvala       | Miikka Anttila      | Vše                |
| M-Sport Stobart Ford World Rally Team | Ford          | Ford Fiesta RS WRC           | M             | 5             | Henning Solberg          | Ilka Minor          | 1–4                |
| M-Sport Stobart Ford World Rally Team | Ford          | Ford Fiesta RS WRC           | M             | 5             | Matthew Wilson           | Scott Martin        | 5–13               |
| M-Sport Stobart Ford World Rally Team | Ford          | Ford Fiesta RS WRC           | M             | 6             | Mads Østberg             | Jonas Andersson     | 1–9, 11–13         |
| M-Sport Stobart Ford World Rally Team | Ford          | Ford Fiesta RS WRC           | M             | 6             | Jevgenij Novikov         | Denis Giraudet      | 10                 |
| M-Sport Stobart Ford World Rally Team | Ford          | Ford Fiesta RS WRC           | M             | 15            | Matthew Wilson           | Scott Martin        | 1–4                |
| M-Sport Stobart Ford World Rally Team | Ford          | Ford Fiesta RS WRC           | M             | 15            | Henning Solberg          | Ilka Minor          | 5–13               |
| M-Sport Stobart Ford World Rally Team | Ford          | Ford Fiesta RS WRC           | M             | 16            | Per-Gunnar Andersson     | Emil Axelsson       | 5                  |
| M-Sport Stobart Ford World Rally Team | Ford          | Ford Fiesta RS WRC           | M             | 16            | Aaron Burkart            | Andre Kachel        | 9                  |
| M-Sport Stobart Ford World Rally Team | Ford          | Ford Fiesta RS WRC           | DMACK         | 18            | Ott Tänak                | Kuldar Sikk         | 13                 |
| M-Sport Stobart Ford World Rally Team | Ford          | Ford Fiesta RS WRC           | M             | 54            | Jevgenij Novikov         | Stéphane Prevot     | 2, 5               |
| M-Sport Stobart Ford World Rally Team | Ford          | Ford Fiesta RS WRC           | M             | 54            | Jevgenij Novikov         | Denis Giraudet      | 7–8, 11            |
| Munchi's Ford World Rally Team        | Ford          | Ford Fiesta RS WRC           | M             | 7             | Federico Villagra        | Jorge Pérez Companc | 2–6                |
| Munchi's Ford World Rally Team        | Ford          | Ford Fiesta RS WRC           | M             | 7             | Federico Villagra        | José Díaz           | 7                  |
| Munchi's Ford World Rally Team        | Ford          | Ford Fiesta RS WRC           | M             | 7             | Federico Villagra        | Diego Curletto      | 12                 |
| ICE 1 Racing                          | Citroën       | Citroën DS3 WRC              | M             | 8             | Kimi Räikkönen           | Kaj Lindström       | 1, 3–4, 7–13       |
| FERM Power Tools World Rally Team     | Ford          | Ford Fiesta RS WRC           | M             | 9             | Dennis Kuipers           | Frédéric Miclotte   | 1–3, 5, 7–9, 11–13 |
| FERM Power Tools World Rally Team     | Ford          | Ford Fiesta RS WRC           | M             | 9             | Dennis Kuipers           | Bjorn Degandt       | 4                  |
| FERM Power Tools World Rally Team     | Ford          | Ford Fiesta RS WRC           | M             | 18            | René Kuipers             | Robin Buysmans      | 9                  |
| FERM Power Tools World Rally Team     | Ford          | Ford Fiesta RS WRC           | M             | 18            | René Kuipers             | Annemieke Hulzebos  | 7–8                |
| FERM Power Tools World Rally Team     | Ford          | Ford Fiesta S2000            | M             | 18            | René Kuipers             | Annemieke Hulzebos  | 1, 3, 5            |
| Team Abu Dhabi                        | Ford          | Ford Fiesta RS WRC           | M             | 10            | Khalid Al Qassimi        | Michael Orr         | 1, 3–5, 8, 10–12   |
| Team Abu Dhabi                        | Ford          | Ford Fiesta RS WRC           | M             | 10            | Jevgenij Novikov         | Denis Giraudet      | 13                 |
| Petter Solberg World Rally Team       | Citroën       | Citroën DS3 WRC              | M             | 11            | Petter Solberg           | Chris Patterson     | Vše                |
| Brazil World Rally Team               | Mini          | Mini John Cooper Works S2000 | M             | 12            | Daniel Oliveira          | Carlos Magalhães    | 3–4                |
| Brazil World Rally Team               | Mini          | Mini John Cooper Works WRC   | M             | 12            | Daniel Oliveira          | Carlos Magalhães    | 5–12               |
| Brazil World Rally Team               | Mini          | Mini John Cooper Works WRC   | M             | 12            | Daniel Oliveira          | Fernando Mussano    | 13                 |
| Van Merksteijn Motorsport             | Citroën       | Citroën DS3 WRC              | M             | 14            | Peter van Merksteijn Jr. | Eddy Chevaillier    | 3–7                |
| Van Merksteijn Motorsport             | Citroën       | Citroën DS3 WRC              | M             | 14            | Peter van Merksteijn Jr. | Erwin Mombaerts     | 9–13               |
| Van Merksteijn Motorsport             | Citroën       | Citroën DS3 WRC              | M             | 20            | Peter van Merksteijn Sr. | Erwin Mombaerts     | 5, 7               |
| Mini WRC Team                         | Mini          | Mini John Cooper Works WRC   | M             | 37            | Dani Sordo               | Carlos del Barrio   | 5, 8–9, 11–13      |
| Mini WRC Team                         | Mini          | Mini John Cooper Works WRC   | M             | 52            | Kris Meeke               | Paul Nagle          | 5, 8–9, 11–13      |
| Monster World Rally Team              | Ford          | Ford Fiesta RS WRC           | M             | 43            | Ken Block                | Alex Gelsomino      | 1–3, 6, 9–13       |
| Týmy které nebodují do poháru týmů    |               |                              |               |               |                          |                     |                    |
| M-Sport                               | Ford          | Ford Fiesta RS WRC           | M             | 16            | Per-Gunnar Andersson     | Emil Axelsson       | 1                  |
| Team Quinta do Lorde                  | Ford          | Ford Fiesta RS WRC           | M             | 16            | Bernardo Sousa           | António Costa       | 3                  |
| Citroën Racing Technologies           | Citroën       | Citroën DS3 WRC              | M             | 16            | Jevgenij Novikov         | Denis Giraudet      | 12                 |
| Motorsport Italia                     | Mini          | Mini John Cooper Works S2000 | M             | 17            | Armindo Araújo           | Miguel Ramalho      | 3                  |
| Motorsport Italia                     | Mini          | Mini John Cooper Works WRC   | M             | 17            | Armindo Araújo           | Miguel Ramalho      | 5, 7–9, 11–13      |
| Grifone                               | Mini          | Mini John Cooper Works WRC   | M             | 18            | Matti Rantanen           | Mikko Lukka         | 8                  |
| Grifone                               | Mini          | Mini John Cooper Works WRC   | M             | 51            | Patrik Flodin            | Goran Bergsten      | 5, 9               |
| Team Greece                           | Ford          | Ford Fiesta RS WRC           | M             | 19            | Lambros Athanassoulas    | Nikolaos Zakheos    | 7                  |
| HJ-Autotalo.com                       | Ford          | Ford Fiesta RS WRC           | M             | 19            | Jari Ketomaa             | Mika Stenberg       | 8                  |
| Prodrive                              | Mini          | Mini John Cooper Works WRC   | M             | 51            | Mattias Therman          | Janne Perälä        | 8                  |
| Czech Ford National Team              | Ford          | Ford Fiesta RS WRC           | M             | 51            | Martin Prokop            | Jan Tománek         | 13                 |
| Equipe de France FFSA                 | Mini          | Mini John Cooper Works WRC   | M             | 55            | Pierre Campana           | Sabrina De Castelli | 9, 11–12           |
| Palmerinha Rally                      | Mini          | Mini John Cooper Works WRC   | M             | 59            | Paulo Nobre              | Edu Paula           | 13                 |
| Volkswagen Motorsport                 | Škoda         | Škoda Fabia S2000            | M             | 20            | Hans Weijs, Jr.          | Bjorn Degandt       | 9                  |
| Volkswagen Motorsport                 | Škoda         | Škoda Fabia S2000            | M             | 50            | Joonas Lindroos          | Pasi Kipeläinen     | 8                  |
| Volkswagen Motorsport                 | Škoda         | Škoda Fabia S2000            | M             | 54            | Andreas Mikkelsen        | Ola Floene          | 8                  |
| Volkswagen Motorsport                 | Škoda         | Škoda Fabia S2000            | M             | 54            | Kevin Abbring            | Lara Vanneste       | 13                 |
| Volkswagen Motorsport                 | Škoda         | Škoda Fabia S2000            | M             | 56            | Christian Riedemann      | Michael Wenzel      | 9, 12              |
| Volkswagen Motorsport                 | Škoda         | Škoda Fabia S2000            | M             | 57            | Yeray Lemes              | Rogelio Peñate      | 12                 |
| Volkswagen Motorsport                 | Škoda         | Škoda Fabia S2000            | M             | 57            | Sepp Wiegand             | Timo Gottschalk     | 13                 |

## Rally Sweden 2011
1. Mikko Hirvonen, Jarmo Lehtinen - Ford Fiesta RS WRC
2. Mads Ostberg, Jonas Andersson - Ford Fiesta RS WRC
3. Jari-Matti Latvala, Miikka Antiila - Ford Fiesta RS WRC
4. Sebastien Ogier, Julien Ingrassia - Citroën DS3 WRC
5. Petter Solberg, Chris Patterson - Citroën DS3 WRC
6. Sebastien Loeb, Daniel Elena - Citroën DS3 WRC
7. Per-Gunnar Andersson, Emil Axelsson - Ford Fiesta RS WRC
8. Kimi Räikkönen, Kaj Lindström - Citroën DS3 WRC
9. Matthew Wilson, Scott Martin - Ford Fiesta RS WRC
10. Khalid Al-Qassimi, Michael Orr - Ford Fiesta RS WRC

## Rally Guanajuato Mexico 2011
1. Sebastien Loeb, Daniel Elena - Citroën DS3 WRC
2. Mikko Hirvonen, Jarmo Lehtinen - Ford Fiesta RS WRC
3. Jari-Matti Latvala, Miikka Antiila - Ford Fiesta RS WRC
4. Petter Solberg, Chris Patterson - Citroën DS3 WRC
5. Mads Ostberg, Jonas Andersson - Ford Fiesta RS WRC
6. Henning Solberg, Ilka Minor-Petrasko - Ford Fiesta RS WRC
7. Martin Prokop, Jan Tománek - Ford Fiesta S2000
8. Juho Hänninen, Mikko Markkula - Škoda Fabia S2000
9. Federico Villagra, Jorge Perez Companc - Ford Fiesta RS WRC
10. Ott Tänak, Kuldar Sikk - Ford Fiesta S2000

## Vodafone Rally de Portugal 2011
1. Sebastien Ogier, Julien Ingrassia - Citroën DS3 WRC
2. Sebastien Loeb, Daniel Elena - Citroën DS3 WRC
3. Jari-Matti Latvala, Miikka Antiila - Ford Fiesta RS WRC
4. Mikko Hirvonen, Jarmo Lehtinen - Ford Fiesta RS WRC
5. Matthew Wilson, Scott Martin - Ford Fiesta RS WRC
6. Petter Solberg, Chris Patterson - Citroën DS3 WRC
7. Kimi Räikkönen, Kaj Lindström - Citroën DS3 WRC
8. Federico Villagra, Jorge Perez Companc - Ford Fiesta RS WRC
9. Henning Solberg, Ilka Minor-Petrasko - Ford Fiesta RS WRC
10. Dennis Kuipers, Frederic Miclotte - Ford Fiesta RS WRC

## Jordan Rally 2011
První etapa zrušena z důvodu zpoždění při dopravě vybavení týmů.
1. Sebastien Ogier, Julien Ingrassia - Citroën DS3 WRC
2. Jari-Matti Latvala, Miikka Antiila - Ford Fiesta RS WRC
3. Sebastien Loeb, Daniel Elena - Citroën DS3 WRC
4. Mikko Hirvonen, Jarmo Lehtinen - Ford Fiesta RS WRC
5. Matthew Wilson, Scott Martin - Ford Fiesta RS WRC
6. Kimi Räikkönen, Kaj Lindström - Citroën DS3 WRC
7. Federico Villagra, Jorge Perez Companc - Ford Fiesta RS WRC
8. Khalid Al-Qassimi, Michael Orr - Ford Fiesta RS WRC
9. Dennis Kuipers, Bjorn Degandt - Ford Fiesta RS WRC
10. Bernardo Sousa, António Costa - Ford Fiesta S2000

## Rally d'Italia Sardegna 2011
1. Sebastien Loeb, Daniel Elena - Citroën DS3 WRC
2. Mikko Hirvonen, Jarmo Lehtinen - Ford Fiesta RS WRC
3. Petter Solberg, Chris Patterson - Citroën DS3 WRC
4. Sebastien Ogier, Julien Ingrassia - Citroën DS3 WRC
5. Mads Ostberg, Jonas Andersson - Citroën DS3 WRC
6. Daniel Sordo, Carlos Del Barrio - Mini Cooper WRC
7. Ott Tänak, Kuldar Sikk - Ford Fiesta S2000
8. Juho Hänninen, Mikko Markkula - Škoda Fabia S2000
9. Matthew Wilson, Scott Martin - Ford Fiesta RS WRC
10. Martin Prokop, Jan Tománek - Ford Fiesta S2000

## Rally Argentina 2011
1. Sebastien Loeb, Daniel Elena - Citroën DS3 WRC
2. Mikko Hirvonen, Jarmo Lehtinen - Ford Fiesta RS WRC
3. Sebastien Ogier, Julien Ingrassia - Citroën DS3 WRC
4. Petter Solberg, Chris Patterson - Citroën DS3 WRC
5. Mads Ostberg, Jonas Andersson - Ford Fiesta RS WRC
6. Federico Villagra, Jorge Perez Companc - Ford Fiesta RS WRC
7. Jari-Matti Latvala, Miikka Antiila - Ford Fiesta RS WRC
8. Matthew Wilson, Scott Martin - Ford Fiesta RS WRC
9. Hayden Paddon, John Kennard - Subaru Impreza STi
10. Patrik Flodin, Maria Andersson - Subaru Impreza STi

## Acropolis Rally of Greece 2011
1. Sebastien Ogier, Julien Ingrassia - Citroën DS3 WRC
2. Sebastien Loeb, Daniel Elena - Citroën DS3 WRC
3. Mikko Hirvonen, Jarmo Lehtinen - Ford Fiesta RS WRC
4. Petter Solberg, Chris Patterson - Citroën DS3 WRC
5. Henning Solberg, Ilka Minor-Petrasko - Ford Fiesta RS WRC
6. Matthew Wilson, Scott Martin - Ford Fiesta RS WRC
7. Kimi Räikkönen, Kaj Lindström - Citroën DS3 WRC
8. Juho Hänninen, Mikko Markkula - Škoda Fabia S2000
9. Jari-Matti Latvala, Miikka Antiila - Ford Fieta RS WRC
10. Dennis Kuipers, Frederic Miclote - Ford Fiesta RS WRC

## Neste Oil Rally Finland 2011
1. Sebastien Loeb, [[Daniel Elena - Citroën DS3 WRC
2. Jari-Matti Latvala, Miikka Antiila - Ford Fiesta RS WRC
3. Sebastien Ogier, Julien Ingrassia - Citroën DS3 WRC
4. Mikko Hirvonen, Jarmo Lehtinen - Ford Fiesta RS WRC
5. Petter Solberg, Chris Patterson - Citroën DS3 WRC
6. Mads Ostberg, Jonas Andersson - Ford Fiesta RS WRC
7. Henning Solberg, Ilka Minor-Petrasko - Ford Fiesta RS WRC
8. Matthew Wilson, Scott Martin - Ford Fiesta RS WRC
9. Kimi Räikkönen, Kaj Lindström - Citroën DS3 WRC
10. Juho Hänninen, Mikko Markkula - Škoda Fabia S2000

## ADAC Rallye Deutschland 2011
1. Sebastien Ogier, Julien Ingrassia - Citroën DS3 WRC
2. Sebastien Loeb, Daniel Elena - Citroën DS3 WRC
3. Daniel Sordo, Carlos Del Barrio - Mini Cooper WRC
4. Mikko Hirvonen, Jarmo Lehtinen - Ford Fiesta RS WRC
5. Petter Solberg, Chris Patterson - Citroën DS3 WRC
6. Kimi Räikkönen, Kaj Lindström - Citroën DS3 WRC
7. Henning Solberg, Ilka Minor-Petrasko - Ford Fiesta RS WRC
8. Armindo Araújo, Miguel Ramalho - Mini Cooper WRC
9. Pater van Merksteijn jr., Erwin Mombaerts - Citroën DS3 WRC
10. Dennis Kuipers, Frederic Miclote - Ford Fiesta RS WRC

## Repco Rally Australia 2011
1. Mikko Hirvonen, Jarmo Lehtinen - Ford Fiesta RS WRC
2. Jari-Matti Latvala, Miikka Antiila - Ford Fiesta RS WRC
3. Petter Solberg, Chris Patterson - Citroën DS3 WRC
4. Matthew Wilson, Scott Martin - Ford Fiesta RS WRC
5. Khalid Al-Qassimi, Michael Orr - Ford Fiesta RS WRC
6. Hayden Paddon, John Kennard - Subaru Impreza WRX STi
7. Michal Kosciuzsko, Maciej Szczepaniak - Mitsubishi Lancer Evo X
8. Alexander Salyuk jr., Pavlo Cherepin - Mitsubishi Lancer Evo IX
9. Beníto Guerra jr., Borja Rozado - Mitsubishi Lancer Evo IX
10. Sebastien Loeb, Daniel Elena]] - Citroën DS3 WRC

## Rally de France - Alsace 2011
1. Sebastien Ogier, Julien Ingrassia - Citroën DS3 WRC
2. Daniel Sordo, Carlos Del Barrio - Mini Cooper WRC
3. Mikko Hirvonen, Jarmo Lehtinen - Ford Fiesta RS WRC
4. Jari-Matti Latvala, Miikka Antiila - Ford Fiesta RS WRC
5. Dennis Kuipers, Frederic Miclotte - Ford Fiesta RS WRC
6. Henning Solberg, Ilka Minor-Petrasko - Ford Fiesta RS WRC
7. Mads Ostberg, Jonas Andersson - Ford Fiesta RS WRC
8. Ken Block, Alessandro Gelsomino - Ford Fiesta RS WRC
9. Pierre Campana, Sabrina de Castelli - Mini Cooper WRC
10. Matthew Wilson, Scott Martin - Ford Fiesta RS WRC

## Rally RACC Catalunya 2011
1. Sebastien Loeb, Daniel Elena - Citroën DS3 WRC
2. Mikko Hirvonen, Jarmo Lehtinen - Ford Fiesta RS WRC
3. Jari-Matti Latvala, Miikka Antiila - Ford Fiesta RS WRC
4. Daniel Sordo, Carlos Del Barrio - Mini Cooper WRC
5. Kris Meeke, Paul Nagle - Mini Cooper WRC
6. Mads Ostberg, Jonas Andersson - Ford Fiesta RS WRC
7. Evgeniy Novikov, Denis Giraudet - Citroën DS3 WRC
8. Henning Solberg, Ilka Minor-Petrasko - Ford Fiesta RS WRC
9. Dennis Kuipers, Frederic Miclotte - Ford Fiesta RS WRC
10. Juho Hänninen, Mikko Markkula - Škoda Fabia S2000

## Wales Rally GB 2011
1. Jari-Matti Latvala, Miikka Antiila - Ford Fiesta RS WRC
2. Mads Ostberg, Jonas Andersson - Ford Fiesta RS WRC
3. Henning Solberg, Ilka Minor-Petrasko - Ford Fiesta RS WRC
4. Kris Meeke, Paul Nagle - Mini Cooper WRC
5. Matthew Wilson, Scott Martin - Ford Fiesta RS WRC
6. Ott Tänak, Kuldar Sikk - Ford Fiesta RS WRC
7. Evgeniy Novikov, Denis Giraudet - Ford Fiesta RS WRC
8. Dennis Kuipers, Frederic Miclotte - Ford Fiesta RS WRC
9. Ken Block, Alessandro Gelsomino - Ford Fiesta RS WRC
10. Armindo Araújo, Miguel Ramalho - Mini Cooper WRC

## Celkové pořadí

### Jezdci
1. Sebastien Loeb, Daniel Elena - Citroën DS3 WRC - 222 bodů
2. Mikko Hirvonen, Jarmo Lehtinen - Ford Fiesta RS WRC - 214 bodů
3. Sebastien Ogier, Julien Ingrassia - Citroën DS3 WRC - 196 bodů
4. Jari-Matti Latvala, Miikka Antiila - Ford Fiesta RS WRC - 172 bodů
5. Petter Solberg, Chris Patterson - Citroën DS3 WRC - 110 bodů
6. Mads Ostberg, Jonas Andersson - Ford Fiesta RS WRC - 88 bodů
7. Matthew Wilson, Scott Martin - Ford Fiesta RS WRC - 63 bodů
8. Daniel Sordo, Carlos Del Barrio - Mini Cooper WRC - 59 bodů
9. Henning Solberg, Ilka Minor-Petrasko - Ford Fiesta RS WRC - 59 bodů
10. Kimi Räikkönen, Kaj Lindström - Citroën DS3 WRC - 34 bodů

### Týmy
1. Citroën Sport - 403 bodů
2. Ford M-Sport - 376 bodů
3. Stobart Ford M-Sport - 178 bodů
4. Petter Solberg WRT - 98 bodů
5. Ferm Powertools WRT - 54 bodů
6. Team Abu Dhabi - 54 bodů
7. Munchi's Ford WRT - 38 bodů
8. Monster WRT - 27 bodů
9. Van Merksteijn Motorsport - 16 bodů
10. Brazil WRT - 7 bodů

### Produkční šampionát
1. Hayden Paddon - Subaru Impreza WRX STi - 104 bodů
2. Patrik Flodin - Subaru Impreza STi - 84 bodů
3. Michal Kosciuzsko - Mitsubishi Lancer Evo X - 71 bodů
4. Martin Semerád - Mitsubishi Lancer Evo IX - 51 bodů
5. Nicolás Fuchs - Mitsubishi Lancer Evo X - 50 bodů

### SWRC šampionát
1. Juho Hänninen - Škoda Fabia S2000 - 133 bodů
2. Ott Tänak - Ford Fiesta S2000 - 113 bodů
3. Martin Prokop - Ford Fiesta S2000 - 106 bodů
4. Bernardo Sousa - Ford Fiesta S2000 - 67 bodů
5. Hermann Gassner jr. - Škoda Fabia S2000 - 65 bodů

### WRC Academy
1. Craig Breen - Ford Fiesta R2 - 111 bodů
2. Egon Kaur - Ford Fiesta R2 - 111 bodů
3. Alastair Fisher - Ford Fiesta R2 - 62 bodů
4. Yeray Lemes - Ford Fiesta R2 - 58 bodů
5. Brendan Reeves - Ford Fiesta R2 - 37 bodů